# Mogson (Chilokski)
Mogson (russisch Могзо́н) ist eine Siedlung städtischen Typs in der Region Transbaikalien in Russland mit 3856 Einwohnern (Stand 14. Oktober 2010).

## Geographie
Der Ort liegt etwa 110 km Luftlinie westsüdwestlich der Regionshauptstadt Tschita vorwiegend am rechten Ufer des Chilok, unmittelbar oberhalb der Einmündung des rechten Zuflusses Chila. Der Chilok fließt dort in einem weiten Tal zwischen dem Jablonowygebirges im Süden und dem Zagan-Churtei-Gebirge im Norden, die in dem Gebiet beide um 1500 m hoch sind.
Mogson gehört zum Rajon Chilokski und befindet sich gut 110 km ostnordöstlich von dessen Verwaltungszentrum Chilok. Die Siedlung ist Sitz der Stadtgemeinde Mogsonskoje gorodskoje posselenije, zu der außerdem die Dörfer Sagarino (20 km westsüdwestlich) und Uljotka (12 km westsüdwestlich) gehören.

## Geschichte
Im 19. Jahrhundert befanden sich unweit der heutigen Ortslage die burjatische Ansiedlung Mokson und die Heilquelle Chilinski Arschan (später Mogsonski Arschan). Als ab 1895 die Transsibirische Eisenbahn vorbeigeführt wurde, entstanden dort ein größerer Baustützpunkt und die Station Arschan. Wenig später wurde die Station an die heutige Position verlegt und erhielt wie die bei ihr entstandene Siedlung den heutigen, an die alte burjatische Bezeichnung angelehnten Namen. Seit 1938 besitzt Mogson den Status einer Siedlung städtischen Typs.

### Bevölkerungsentwicklung
| Jahr | Einwohner |
| ---- | --------- |
| 1939 | 6866      |
| 1959 | 9194      |
| 1970 | 6807      |
| 1979 | 6476      |
| 1989 | 6368      |
| 2002 | 4455      |
| 2010 | 3856      |

Anmerkung: Volkszählungsdaten

## Verkehr
Mogson liegt an der Transsibirischen Eisenbahn (Streckenkilometer 6054 ab Moskau), die auf diesem Abschnitt 1974 elektrifiziert wurde. Seit den 1980er-Jahren existiert das Projekt einer über 700 Kilometer langen Querverbindung von der Transsibirischen Eisenbahn zur Baikal-Amur-Magistrale (BAM) bei Nowy Uojan, nach einer Variante ausgehend von Mogson. Mit dem Bau eines ersten Streckenabschnitts ab Mogson, anfangs durch das Tal der Chila, bis zur gut 100 km entfernten Blei-Zink-Lagerstätte Osjorninskoje bei Sosnowo-Oserskoje in der benachbarten Republik Burjatien wurde erstmals Anfang der 1990er-Jahre begonnen. Nach Plänen von 2008 sollte dieser Abschnitt dann bis 2012 fertiggestellt werden, jedoch wurde der Streckenbau wegen fehlender Finanzierung erneut eingefroren.
Eine Straße führt nach Norden nach Sosnowo-Oserskoje, sowie in südlicher Richtung – zum Teil unbefestigt – über das Jablonowygebirge zur Fernstraße R258 Baikal (Irkutsk – Ulan-Ude – Tschita) bei Uljoty.

## Söhne und Töchter der Stadt
- Wiktor Oparin (1951–2023), Geophysiker